# Pape Sarr
Pour les articles homonymes, voir Sarr.
El Hadji Papa Brahim Sarr, plus connu sous la forme courte Pape Sarr, est un footballeur international sénégalais, né le 7 décembre 1977 à Dakar. Il évolue au poste de milieu défensif du milieu des années 1990 au début des années 2010.
Formé à l'AS Saint-Étienne, il joue ensuite notamment au RC Lens et au Stade brestois.
Il compte vingt-sept sélections pour trois buts inscrits en équipe du Sénégal. Quart de finaliste de la Coupe du monde 2002, il est également finaliste de la Coupe d'Afrique des nations en 2002.

## Biographie

### En club
Formé à l'AS Saint-Étienne, El Hadji Papa Brahim Sarr dit Pape Sarr obtient sa chance à la suite de la relégation du club en Division 2 en 1996. Le 11 août 1996, il fait ses débuts en professionnel dès le match d'ouverture de la saison saison 1996-1997 face à l'ES Troyes AC (2-2). Il dispute ensuite les 38 matchs de la saison et inscrit son premier but en professionnel le 26 avril 1996 lors du match nul 1-1 de l'AS Saint-Étienne lors d'un déplacement face au FC Mulhouse pour la 37e journée de Division 2. En 1999, il est champion de Division 2 avec l'AS Saint-Étienne et promu en Division 1. Le 30 juillet 1999, il dispute son premier match en première division lors du match de l'AS Saint-Étienne face à l'AS Monaco pour le compte de la 1re journée (2-2). C'est également avec les « Verts » et lors de sa première saison en Division 1 qu'il inscrit son premier but au plus haut niveau, lors du match nul 3-3 entre l'AS Saint-Étienne et l'Olympique de Marseille au stade Vélodrome pour la 3e journée de D1.
Le 17 mai 2001, après la relégation des « Verts » en Ligue 2, il reste en Ligue 1 et signe au Racing Club de Lens. Il se fait remarquer dès son premier match officiel avec Lens, en inscrivant le premier but de la saison 2001-2002 du club, à domicile face à l'Olympique lyonnais (score final 2-0). Ce match lance le bon parcours des Sang et Or et de Pape Sarr, qui finissent vice-champions de Ligue 1, le milieu sénégalais prenant part à seize rencontres de championnat. La saison suivante, il joue beaucoup moins et ne prend pas part à la Ligue des champions. Lors de la saison 2003-2004, grâce au repêchage du RC Lens en Coupe UEFA par le challenge du fair-play, Pape Sarr dispute les deux seuls matchs de coupe d'Europe de sa carrière. Le 28 août 2003, il est titulaire lors de la victoire lensoise en Géorgie face au Torpedo Koutaïssi (2-0), match retour du tour préliminaire de la compétition, tout comme le 15 octobre 2003, lors du match retour du premier tour de la compétition, à Bollaert, face aux Macédoniens du Cementarnica Skopje (victoire 5-0 des Artésiens).
Lors de cette saison, il réussit à regagner la confiance de son entraîneur, Joël Muller, et dispute notamment 28 matchs de Ligue 1. Néanmoins, la saison suivante est bien différente et après seulement une apparition pour un but (face au FC Sochaux) en six mois, il est envoyé en prêt sans option d'achat au Deportivo Alavès, alors à la lutte pour la promotion en deuxième division espagnole. À la fin de la saison, malgré la volonté des deux parties de continuer ensemble, en Liga espagnole, le transfert échoue pour des questions salariales.
Libre de tout contrat, il s'entraîne alors dans le club de Pleumeleuc, près de Rennes. Le 22 septembre 2007, il est recruté comme joker par le Paris FC, club de National.

### En sélection
Lors de la Coupe du monde 2002, il atteint les quarts de finale avec le Sénégal, performance historique pour la sélection des Lions. 

## Palmarès
Pape Sarr est champion de Division 2 en 1999 avec l'Association sportive de Saint-Étienne. Sous les couleurs du Racing Club de Lens, il est vice-champion de Division 1 en 2002.
Avec le Sénégal, il est finaliste de la Coupe d'Afrique des nations en 2002.

## Statistiques
| Saison                | Club                    | Championnat           | Championnat | Championnat | Coupe nationale | Coupe nationale | Coupe de la Ligue | Coupe de la Ligue | Compétition(s) continentale(s) | Compétition(s) continentale(s) | Compétition(s) continentale(s) | Sénégal | Sénégal | Total | Total |
| Saison                | Club                    | Division              | M.          | B.          | M.              | B.              | M.                | B.                | Comp.                          | M.                             | B.                             | M.      | B.      | M.    | B.    |
| 1996-1997             | AS Saint-Étienne        | Division 2            | 38          | 1           | 1               | 0               | 2                 | 0                 | -                              | -                              | -                              | -       | -       | 41    | 1     |
| 1997-1998             | AS Saint-Étienne        | Division 2            | 18          | 4           | 2               | 1               | 0                 | 0                 | -                              | -                              | -                              | -       | -       | 20    | 5     |
| 1998-1999             | AS Saint-Étienne        | Division 2            | 34          | 5           | 2               | 0               | 2                 | 0                 | -                              | -                              | -                              | -       | -       | 38    | 5     |
| 1999-2000             | AS Saint-Étienne        | Division 1            | 30          | 2           | 1               | 0               | 0                 | 0                 | -                              | -                              | -                              | 3       | 1       | 34    | 3     |
| 2000-2001             | AS Saint-Étienne        | Division 1            | 26          | 5           | 2               | 0               | 1                 | 0                 | -                              | -                              | -                              | 7       | 0       | 36    | 5     |
| 2001-2002             | Racing Club de Lens     | Division 1            | 16          | 1           | 0               | 0               | 1                 | 0                 | -                              | -                              | -                              | 10      | 0       | 27    | 1     |
| 2002-2003             | Racing Club de Lens     | Ligue 1               | 1           | 0           | 1               | 0               | 0                 | 0                 | -                              | -                              | -                              | 2       | 1       | 4     | 1     |
| 2003-2004             | Racing Club de Lens     | Ligue 1               | 28          | 0           | 2               | 0               | 1                 | 0                 | C3                             | 2                              | 0                              | 5       | 0       | 38    | 0     |
| 2004-2005             | Racing Club de Lens     | Ligue 1               | 1           | 1           | 0               | 0               | 0                 | 0                 | -                              | -                              | -                              | -       | -       | 1     | 1     |
| 2004-2005             | Deportivo Alavés (prêt) | Liga Adelante         | 15          | 0           | 0               | 0               | -                 | -                 | -                              | -                              | -                              | -       | -       | 15    | 0     |
| 2005-2006             | FC Istres (prêt)        | Ligue 2               | 12          | 0           | 1               | 0               | 1                 | 0                 | -                              | -                              | -                              | -       | -       | 14    | 0     |
| 2005-2006             | Stade brestois 29       | Ligue 2               | 13          | 1           | 2               | 0               | 0                 | 0                 | -                              | -                              | -                              | -       | -       | 15    | 1     |
| 2006-2007             | Stade brestois 29       | Ligue 2               | 8           | 1           | 0               | 0               | 1                 | 1                 | -                              | -                              | -                              | -       | -       | 9     | 2     |
| 2007-2008             | Paris Football Club     | National              | 26          | 4           | 3               | 1               | -                 | -                 | -                              | -                              | -                              | -       | -       | 29    | 5     |
| 2008-2009             | Paris Football Club     | National              | 24          | 2           | 4               | 1               | -                 | -                 | -                              | -                              | -                              | -       | -       | 28    | 3     |
| 2009-2010             | AS Valence              | DH                    | -           | -           | -               | -               | -                 | -                 | -                              | -                              | -                              | -       | -       | 0     | 0     |
| 2010-2011             | Olympique Noisy-le-Sec  | CFA                   | 4           | 0           | 0               | 0               | -                 | -                 | -                              | -                              | -                              | -       | -       | 4     | 0     |
| Total sur la carrière | Total sur la carrière   | Total sur la carrière | 294         | 27          | 21              | 3               | 9                 | 1                 | -                              | 2                              | 0                              | 27      | 3       | 353   | 34    |